# Rezerwat przyrody Gorzowskie Murawy
Gorzowskie Murawy – stepowy rezerwat przyrody w województwie lubuskim, w Gorzowie Wielkopolskim.
Obszar rezerwatu objęty jest ochroną czynną.

## Podstawa prawna
Nr rej. woj. – 55

### Data i akt prawny obejmujący rezerwat ochroną
- Rozporządzenie Nr 21 Wojewody Lubuskiego z dnia 20 kwietnia 2006 r. w sprawie uznania za rezerwat przyrody (Dz. Urz. Woj. Lub. Nr 31, poz. 650)

### Nowsze akty prawne
- Zarządzenie Nr 24/2011 Regionalnego Dyrektora Ochrony Środowiska w Gorzowie Wielkopolskim z dnia 14 czerwca 2011 r. o zmianie Rozporządzenia Nr 21 Wojewody Lubuskiego z dnia 20 kwietnia 2006 r. w sprawie uznania za rezerwat przyrody (Dz. Urz. Woj. Lub. Nr 70, poz. 1331)

## Położenie i powierzchnia
- Województwo 		– lubuskie
- Powiat 			– Gorzów Wielkopolski (powiat grodzki)
- Obr. ewidencyjny		– działki o numerach ewidencyjnych miasta Gorzowa Wlkp.: dz. nr 187/58 – 18,6638 ha, nr 187/61 – 0,4682 ha, nr 189 /2 – 1,7321 ha, nr 360/14 – 29,1659 ha, nr 360/85 – 8,1230 ha, nr 360/88 – 18,6296 ha, nr 582/12 – 0,1171 ha, nr 582/14 – 1,4109 ha[2].
- Powierzchnia pod ochroną – 78,3106 ha[1][2]

## Właściciel, zarządzający
Rezerwat leży na gruntach komunalnych miasta Gorzowa Wielkopolskiego, nadzór sprawuje Regionalny Konserwator Przyrody.

## Opis przedmiotu poddanego ochronie
Rezerwat leży w zachodniej części miasta Gorzowa, w dzielnicy Wieprzyce. Kompleks muraw w rezerwacie należy do najcenniejszych tego typu obiektów w Polsce Zachodniej. Bogactwo gatunków roślin oraz stan zachowania zbiorowisk roślinnych sprawiają, że obszar ten jest pod względem przyrodniczym niezwykle atrakcyjny. Murawa ostnicowa Potentillo – Stipetum capillatae należy do najcenniejszych zbiorowisk roślinnych na terenie rezerwatu. Występuje na stromych stokach o ekspozycji południowej, południowo-zachodniej, południowo-wschodniej, na glebach o odczynie zasadowym. Dominują tu trawy kępowe takie jak ostnica włosowata, kostrzewa szczeciniasta, tymotka Boehmera. Licznie występują tu także dwuliścienne gatunki ciepłolubne takie jak: szałwia łąkowa, pięciornik piaskowy, krwawnik panoński. Najciekawszy fragment tych muraw znajduje się w części południowo-zachodniej rezerwatu. Oprócz muraw ostnicowych na terenie rezerwatu występują jeszcze murawy: kłosownicowa oraz szczotlichowa. Za gatunki specjalnej troski na obszarze rezerwatu uznać należy rzadkie i zagrożone gatunki kserotermicznych roślin – pajęcznica liliowata, ostnica włosowata, ostrołódka kosmata, dzwonek syberyjski, kruszczyk szerokolistny, goździk piaskowy, paprotka zwyczajna, pierwiosnek lekarski, kocanka piaskowa, kruszyna pospolita, bluszcz pospolity, są to rośliny objęte ochroną gatunkowa ścisłą i częściową.

## Cel ochrony
Zachowanie zbiorowisk roślinności kserotermicznej, szczególnie muraw ostnicowych, kłosownicowych i szczotlichowych oraz stanowisk gatunków roślin i zwierząt, między innymi ostnicy włosowatej, pajęcznicy liliowatej, dzwonka syberyjskiego, ostrołódki kosmatej, świergotka polnego i ślimaka żeberkowanego.
Nie podlega ochronie w zakresie prawa międzynarodowego.